# Стадіон імені Миколи Горюшкіна
Стадіон імені Миколи Горюшкіна — стадіон у Довжанську. Місткість 10 000 місць.

## Історія
Стадіон було добудовано в жовтні 1967 року. Названо іменем Миколи Івановича Горюшкіна, уродженця Довжанська, двічі Героя Радянського Союзу. 2009 року стадіон було реконструйовано.

## Опис
На одній з трибун встановлено пластикові сидіння, на ній же знаходиться віп-ложа на 50 місць, на протилежній трибуні — лави. Трибуни за воротами відсутні.
На стадіоні встановлено електронне табло 6,1 м × 4,1 м, чотири освітлювальні вежі. Дах відсутній, наявні бігові доріжки. На території стадіону також знаходиться тренувальне поле.